# Пресбиорнитиды
Пресбиорнитиды (лат. Presbyornithidae) — семейство вымерших птиц из отряда гусеобразных. Были распространены всесветно. Они возникли к концу мелового периода и вымерли в начале миоцена. Первоначально считалось, что у них есть признаки водных птиц, куликов и фламинго. Это использовалось как аргумент в пользу эволюционных связей между этими группами, но в настоящее время принято считать их водоплавающими птицами, тесно связанными с современными утками, гусями и паламедеями.
Как правило, это были длинноногие птицы с длинной шеей, ростом около одного метра, с телом утки, ногами, похожими на ноги кулики, но перепончатыми, и плоским, как у утки, клювом, приспособленным для фильтрации воды. По крайней мере, некоторые виды были социальными птицами, которые жили большими стаями и гнездились в колониях, в то время как другие, такие как представители рода Wilaru, были наземными и одиночными.

## Классификация
По данным сайта Paleobiology Database, на апрель 2020 года в семейство включают 6 вымерших родов:
- Headonornis Harrison & Walker
- Presbyornis Wetmore, 1926 — Пресбиорнисы
- Telmabates Howard, 1955
- Teviornis Kurochkin et al., 2002
- Wilaru Boles et al., 2013
- Zhylgaia Nessov, 1988